# Živorodka ostrotlamá
Živorodka ostrotlamá, další české názvy: Black Molly, kominíček, (Poecilia sphenops, slovensky: živorodka ostropyská, anglicky: Black Molly, Liberty Molly, Mollie, Pointed-mouth Molly). Rybu popsal v roce 1846 francouzský zoolog, ichtyolog Achille Valenciennes. Někdy bývá zaměňována s Poecilia mexicana.

## Popis
Původní divoká forma je stříbrné barvy s náznakem kovově modré barvy. Samci mají žlutooranžové konce ocasní a hřbetní ploutve, s výraznou černou skvrnou. Pod tlamou a na břiše jsou žluté zabarvení. Samice jsou stříbrné, nevýrazné a jsou výrazně větší a plnější v břišní části, dorůstají až 8 cm, samec maximálně 5 cm. Pohlaví ryb je snadno rozeznatelné: samci mají pohlavní orgán gonopodium, samice klasickou řitní ploutev.
Šlechtěním vznikly formy jako (abecedně):
- Balloon molly: Tato ryba má deformovanou páteř kvůli genetické vadě, která jí dává její vzhled. Díky selektivnímu šlechtění je mezi akvaristy rozšířena. Balloon molly se mohou dále množit. Existovala polemika, zda její vada zkracuje život a nebo způsobuje náchylnost ke zdravotním problémům.[6]
- Black molly: Celosvětově nejrozšířenější forma, která je zcela černá díky tzv. melanismu. Ryba se snadno chová, stejně jako gupky.[7]

- Dalmatian molly: Stříbrné forma s černými skvrnami.
- Gold molly: Zlatě zbarvená forma.[8][9]
- Lyretail: Forma se změnou strukturou ocasní ploutve.
- Short-fin molly: Vzhledově podobná formě Gold molly.[10][9]
- Silver molly: Stříbrná forma.[11]
- White molly: Bíle zbarvená forma.

Ryba se může dále křížit s živorodkou velkoploutvou.

## Biotop
Jde o rybu, která žije převážně ve sladkovodním prostředí, výjimečně se dostane do brakických vod. Vyskytuje se ve Střední a Jižní Americe, v Mexiku a Guatemale.

## Chov v akváriu
- Chov ryby: Ryby je nutné chovat v hejnu s převahou samic, např. 3 samci a 6 až 8 samic. Jedná se o klidnou a snášenlivou rybu, vhodnou do společenských nádrží s podobně velkými rybami.[4]
- Teplota vody: 22–28 °C[4]
- Kyselost vody: 7,5–8,5 pH[4]
- Tvrdost vody: 10–30° dGH[4]
- Krmení: Jedná se o všežravou rybu, preferuje živou potravu (plankton, korýši, krevety), přijímá také vločkové, nebo mražené krmivo. Pro dobré vybarvení a růst by strava měla být pestrá. Zejména o zelené krmivo, např. řasy, salát, špenát, mrkev, hrášek.[4]
- Rozmnožování: Březost trvá 30 dní. Samice rodí 20 až 150 živých mláďat velikosti 1 cm, které ihned plavou a loví potravu. Samici je vhodné po porodu odlovit. Samci dospívají ve 4 až 5 měsících, samice po 5 až 6 měsících. Samice, která se již spářila, je schopná několika dalších porodů (3–8) bez přítomnosti samečka.[4][5]

## Galerie

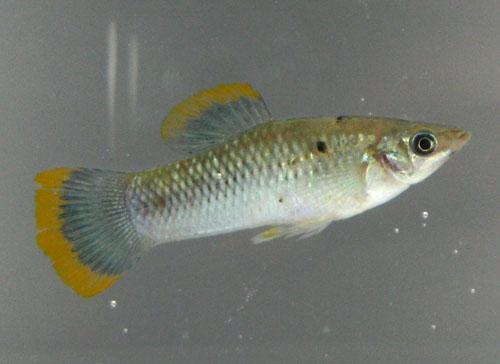
Poecilia sphenops, divoká forma, samec
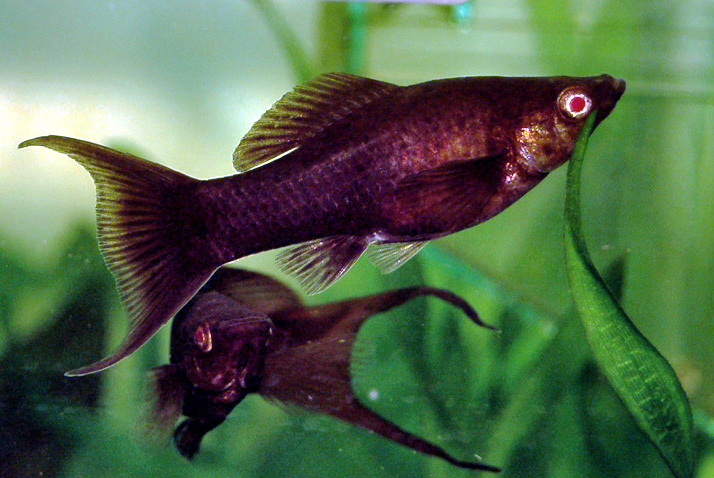
Poecilia sphenops, forma Black molly lyra
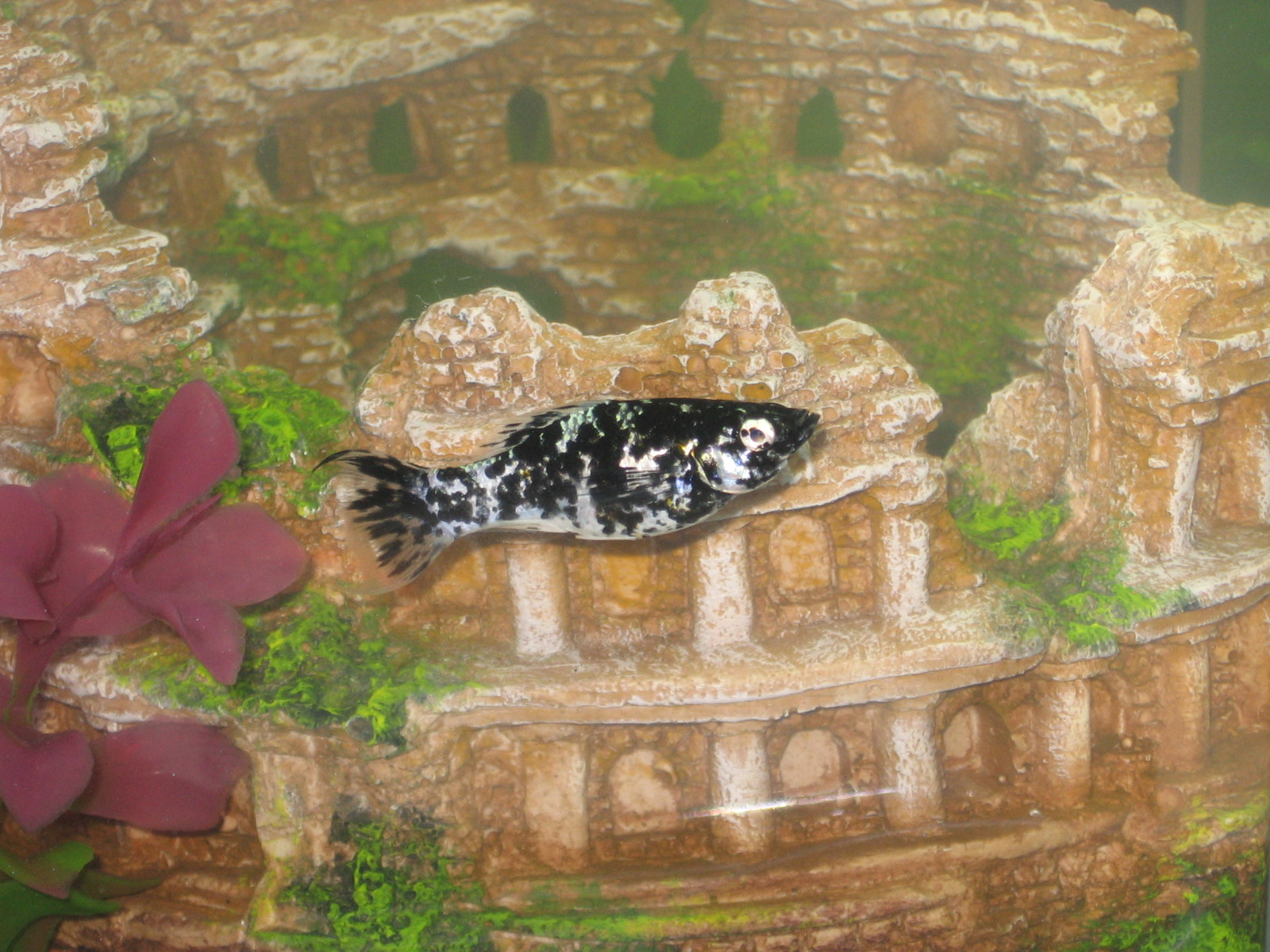
Poecilia sphenops, Black molly
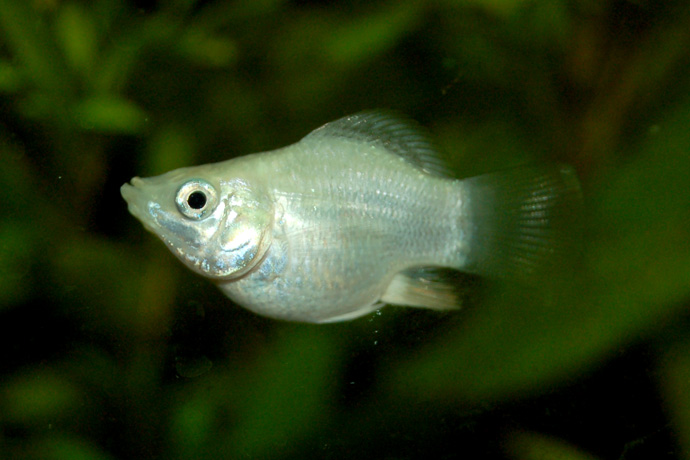
Poecilia sphenops, forma Balloon molly, samice
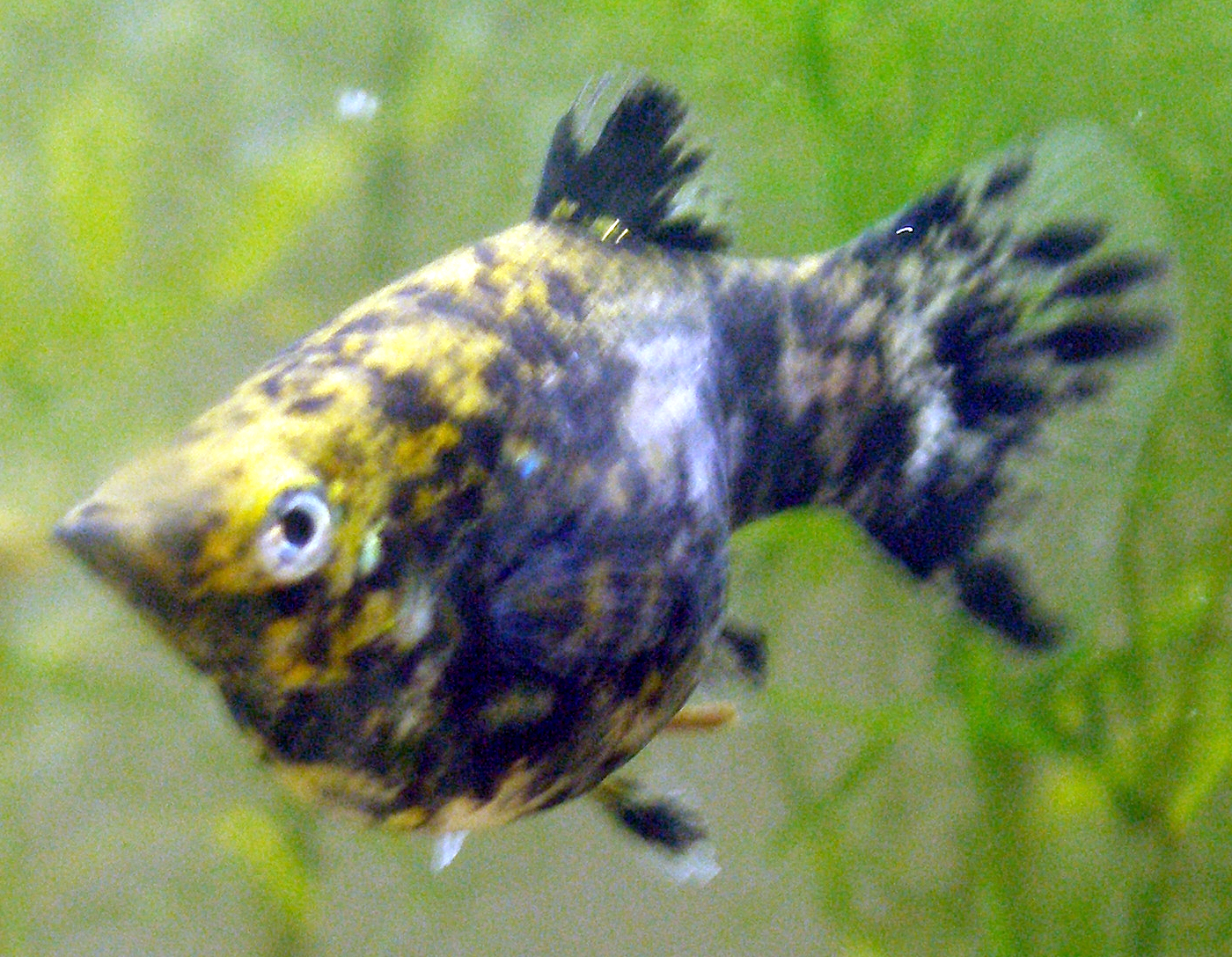
Poecilia sphenops, forma Mamor molly, samice
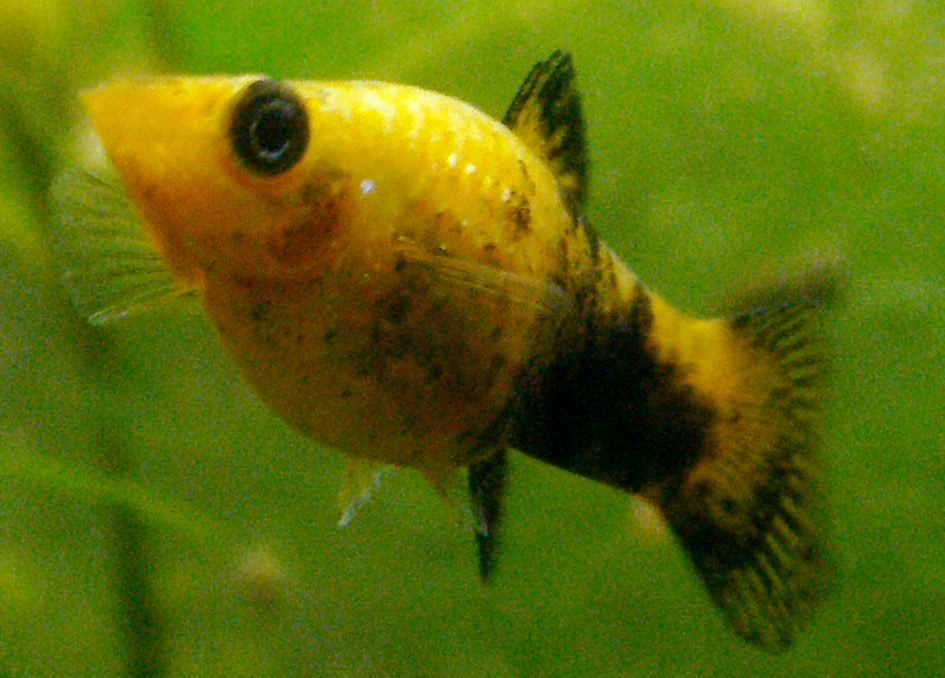
Poecilia sphenops, forma Gold molly, samice
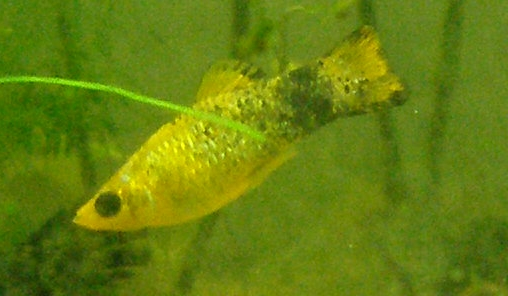
Poecilia sphenops, forma Gold molly, samec